# Vorwärts!
A Vorwärts! („Előre!”) német emigránsok Párizsban, hetente kétszer, cenzúra nélkül megjelenő lapja 1844 januártól decemberig. Alapítója és kiadója Heinrich Börnstein német üzletember volt, pénzügyi támogatói között szerepelt Giacomo Meyerbeer zeneszerző is.

## Irányultsága
Az újságnak kezdetben nem volt határozott politikai arculata, eredeti célkitűzése szerint a Börnstein által alapított Központi iroda a Franciaország és Németország közötti kapcsolat, publicitás és szociális érintkezés előmozdítására (Zentralbüro für Kommission und Publizität und sozialen Verkehr zwischen Frankreich und Deutschland) nevű, német ügyfélkörét tekintve főleg fejedelmekből, diplomatákból, nemesekből álló szervezet működését támogatta volna.
Első főszerkesztője az arisztokrata rokonsággal rendelkező Adalbert von Bornstedt, egykori porosz katonatiszt volt, aki a porosz és osztrák kormánynak kémkedett a politikai menekültek körében. Vezetése alatt a lap kezdetben reakciós irányvonalat követett, dicsőítette a német fejedelmeket, támadta az Ifjú Németország liberális publicisztikáját és a Deutsche-Franzözische Jahrbücher radikális eszméit. Mivel azonban a lap olvasótáborának döntő többségét az emigránsok alkották, taktikai okokból néhány bírálatot is közölt a porosz és az osztrák kormány ellen.
Időközben Börnstein politikai nézetei jelentősen átalakultak, csatlakozott a humanisták táborához – akik később inkább szocialistáknak hívták magukat –, s a lapot a rendelkezésükre bocsátotta. Bornstedt kilépett a laptól s helyére Karl Ludwig Bernays került főszerkesztőnek. Működése alatt alatt a Vorwärts! a forradalmi-demokraták és kommunisták gyűjtőhelye lett. A Deutsche-Franzözische Jahrbücher kudarca után Karl Marx a lap ellenszolgáltatás nélküli szerkesztőjeként, kvázi politikai vezetőjeként működött közre, befolyásának döntő szerepe volt radikális forradalmi-demokrata, kommunista tendenciájú irányvonalának kialakulásában. Munkatársai között volt a Jahrbücher szinte teljes munkatársi gárdája: Heinrich Heine, Georg Herwegh, Mihail Bakunyin, Arnold Ruge, Heinrich Bürgers. Friedrich Engels két korábban született cikkét jelentette meg a Vorwärts! hasábjain „Anglia helyzete – A tizennyolcadik század”, „Anglia helyzete – Az angol alkotmány” címmel.
1844 nyarán sikertelen merényletet kíséreltek meg IV. Frigyes Vilmos, Poroszország királya ellen, aki nem sokkal ezután köszönetét fejezte ki egy nyilatkozatában hű alattvalóinak. Marx „Illusztrációk IV. Frigyes Vilmos legújabb stilisztikai kabinetgyakorlatához” című írásában kigúnyolta a nyilatkozat stilisztikai pongyolaságát. Részben ennek hatására a király diplomáciai úton elérte, hogy a lapot betiltsák, s szerkesztőségét 1845 januárjában kiutasítsák az országból.